# (38456) 1999 TO6
1999 تي أو 6 (ويعرف أيضًا باسم (38456) 1999 تي أو 6 وفق تسمية الكوكب الصغير) (بالإنجليزية: 1999 TO6)‏ هو كويكب ضمن حزام الكويكبات؛ وترتيبه 38456 من حيث الاكتشاف.
اكتُشف هذا الجُرم الفلكي بواسطة كورادو كورليفيتش في 6 أكتوبر 1999.

## وصلات خارجية
- (38456) 1999 TO6 في قاعدة بيانات مختبر الدفع النفاث لأجرام النظام الشمسي الصغيرة

- الاكتشاف · مخطط المدار ·  العناصر المدارية · المعلمات المادية

- (38456) 1999 TO6 على موقع ويكي سكاي: DSS2, SDSS, GALEX, IRAS, Hydrogen α, X-Ray, Astrophoto, Sky Map, Articles and images